# Urânio-234
Urânio-234 é um isótopo do urânio, ele é produzido pelo decaimento do U-238, representa 0,0055%(55 partes por milhão) do urânio natural.

## Produção e decaimento
Quando o U-238 sofre decaimento alfa para se tornar torio-234, este sofre decaimento beta pra virar protactinio-234 e este sofre outro decaimento beta para se tornar U-234.
A meia vida do U-234 é de 246 mil anos, sendo que depois disso ele sofre uma emissão alfa e se torna torio-230 exceto por uma pequena porcentagem que sofre fissão espontânea.

## Utilização
O U-234 não é fissil então não é empregado nem em armas nucleares nem em reatores, porém, caso bombardeado por um nêutron, se tornara U-235 que é ideal para esta indústria.